# Серія «Чотири континенти»

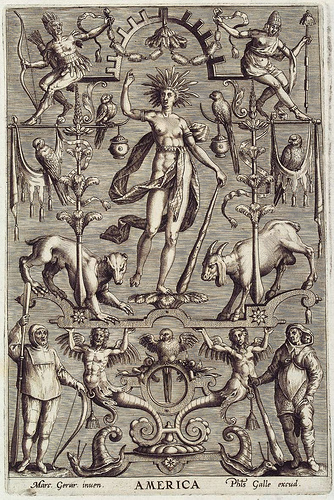
Маркус Герартс, малюнок, гравер Філіп Галле (1537—1612). «Алегорія Америки»

Серія «Чотири континенти»— розповсюджена в добу пізнього відродження і бароко декоративна серія алегорій.

## Алегорична мова
Ще з 15 століття для європейського образотворчого мистецтва і мислення стала характерною алегорична мова, мова інакомислення, гри зі змістами. Алегоричний тип мислення передбачає відтворення одного змісту через конкретий образ іншого. Відомою алегорією Справедливості була молода жінка - Юстиція з терезами та мечем. Коло алегоричних зображень постійно збільшувалось і для кожної з них використали жіночі фігури, котрим надали окремі атрибути, як і жінкам — католицьким святим. Алегорії у вигляді жіночих фігур з артибутами використовували вже італійські майстри передвідродження і відродження П'єтро дель Поллайоло ( 1433—1498 ), Сандро Боттічеллі ( 1445—1510 ) та інші.
Досить швидко алегорична мова перейшла у образотворче мистецтво й інших, неіталійських держав і князівств, щоразу отримуючи національні форми використання. Алегорії в італійському мистецтві часто зустрічались в картинах і у фресках, оскільки більшість італійських художників була саме фрескістами.  В мистецтві Нідерландів, де фреска ніколи не мала поширення, алегорія охоче використовувалась в картинах, друкованій графіці і в килимоткацтві, в створенні гобеленів. Малюнок (і нова ідея в малюнку) могли однаково успішно бути використані як для графічного аркуша, так і для створення нового килима.
Алегорії були використані і при створенні нових мап, позаяк в Західній Європі розпочався активний пошук нових земель для грабежів, швидкого збагачення і колонізації. Географія і географічні знання стають і необхідністю, і майданом діяльності низки шпигунів, авантюристів, піратів і картографів, іноді все в одній особі.

До створення алегорій в картографічній діяльності звернувся Абрагам Ортеліус. Алегорії охоче використовували митці Північного маньєризму. 1581 року Дірк Барендц створив малюнки з алегоріями, котрі переводив у графічні твори Ян Заделер. До створення алегорій континентів звертався Філіп Галле. 

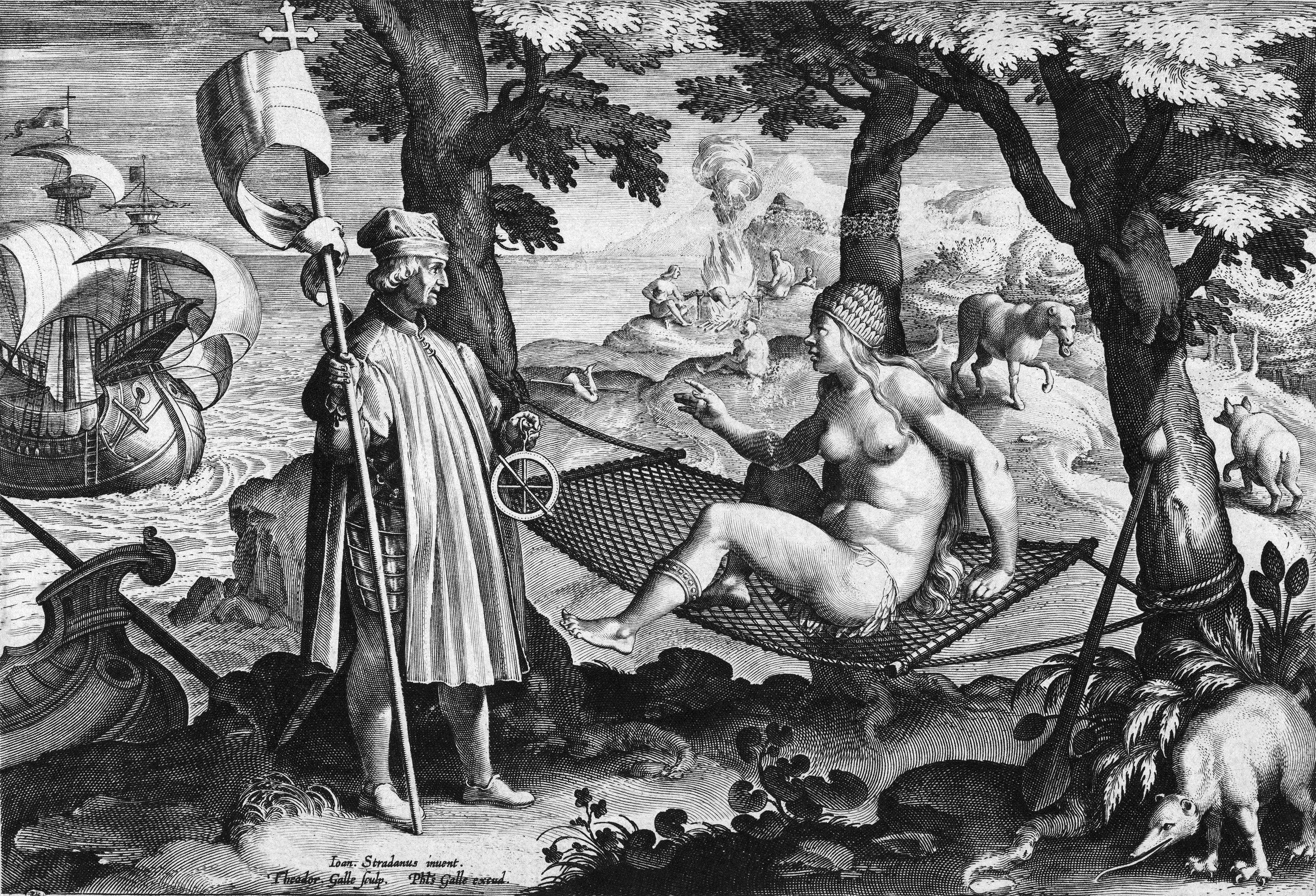
Дизайнер Джованні Страдано. «Амеріго Веспучі примушує прокинутись від сну континент Америку», до 1590 р. Друк гравюр — Філіп Галле у Антверпені.

Надзвичайною продуктивністю відзначена творчість нідерландського художника-маньєриста Мартена де Воса ( 1532—1603 ). Він роками працював над створенням малюнків, котрі переводили у друковану графіку Адріан Колларт, Рафаель Заделер, Александр Валле.
Позиції художників при цьому відрізнялись помітною європоцентричністю. Західну Європу обов'язково подають як центр цивілізації, що несе якийсь світ у різні куточки тодішного світу (Джованні Страдано.  «Амеріго Веспучі примушує прокинутись від сну континент Америку», до 1580 р.). Лише з роками стало зрозуміло, що європоцентризм мав і надто негативні впливи, а континент Америка — не спав і не потребував пробудження від сну від європейців. Бо останні були завойовниками і грабіжниками і злочинно привели ніби то «пробуджені» мільйони місцевих мешканців лише у могили. Кількість винищених індіанців  Америки тільки іспанцями сягнула мільйонів жертв.
Засіб алегорій виявився життєздатним і наче наново був відкритий митцями пізнього бароко і рококо. Цікаві зразки алегорій чотирьох континентів створив в декоративних панно художник із Бразилії Хосе Теофіло де Хесус ( 1758—1847), бо в образотворчому мистецтві Бразилії стилістика бароко утримала власні позиції до початку 19 ст. Хосе Теофіло де Хесус традиційно подав у власних панно лише чотири континенти, хоча в Європі вже знали про існування Австралії.

## Митці, що створювали серії «Чотири континенти»
- Абрагам Ортеліус ( 1527—1598 )

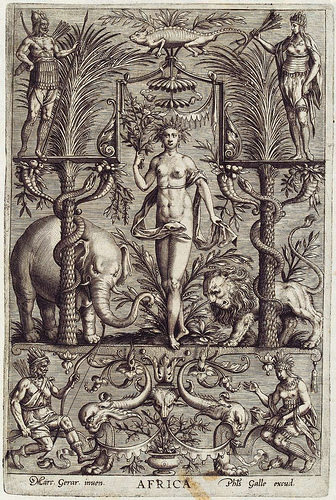
Маркус Герартс, малюнок, гравер Філіп Галле (1537—1612). «Алегорія Африки»

- Дірк Барендц ( 1534—1592 ), ідея і малюнки, гравер Ян Заделер
- Мартен де Вос ( 1532—1603 ), ідея і малюнки, гравер Адріан Колларт
- Філіп Галле ( 1537—1612 )
- Теодор де Брі ( 1528—1598 )
- Хосе Теофіло де Хесус ( 1758—1847)

## Вибрані твори (галерея)

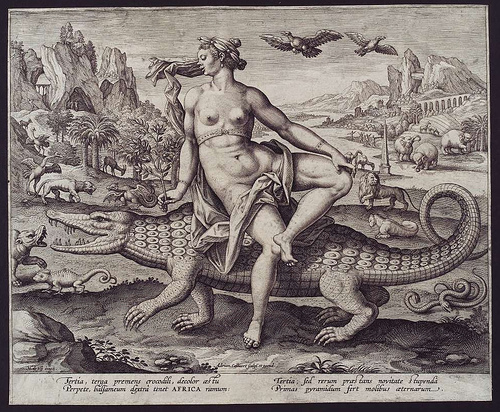
Мартен де Вос малюнок, гравер Адріан Колларт. «Алегорія Африки»
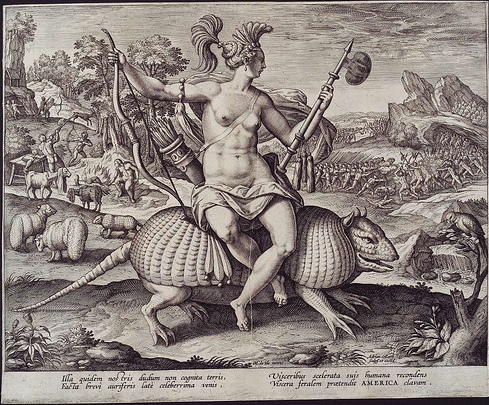
Мартен де Вос малюнок, гравер Адріан Колларт. «Алегорія Америки»
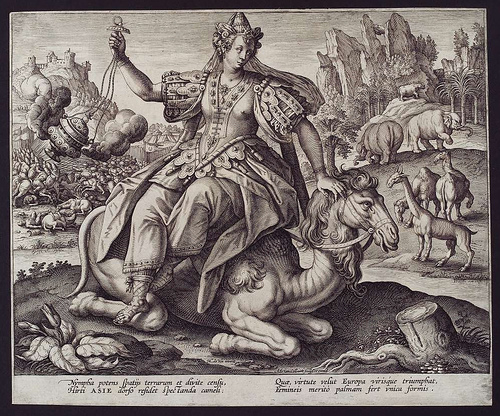
Мартен де Вос малюнок, гравер Адріан Колларт. «Алегорія Азії»
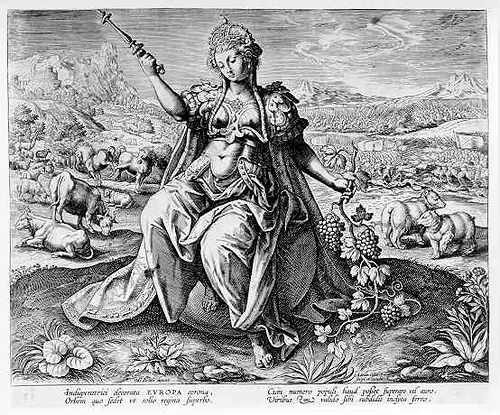
Мартен де Вос малюнок, гравер Адріан Колларт. «Алегорія Європи»
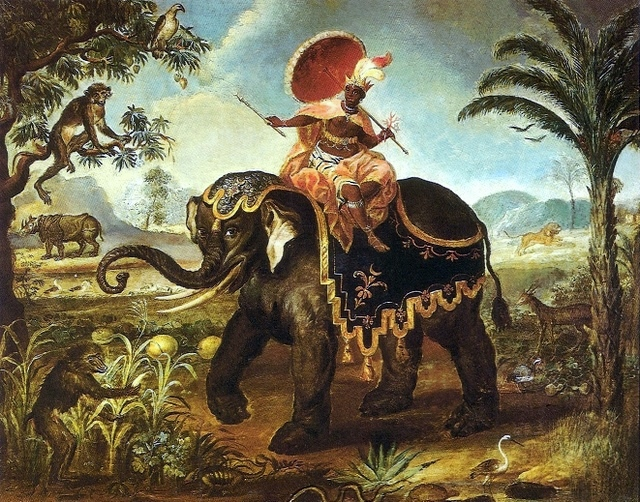
Хосе Теофіло де Хесус. «Алегорія Африки», Художній музей (Байя), Бразилія
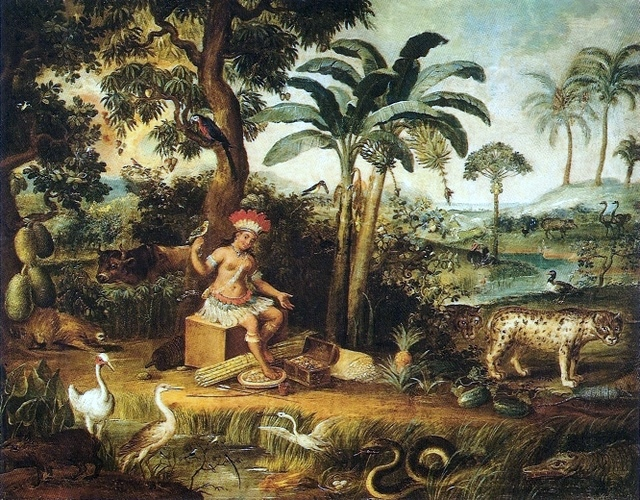
Хосе Теофіло де Хесус. «Алегорія Америки», Художній музей (Байя), Бразилія
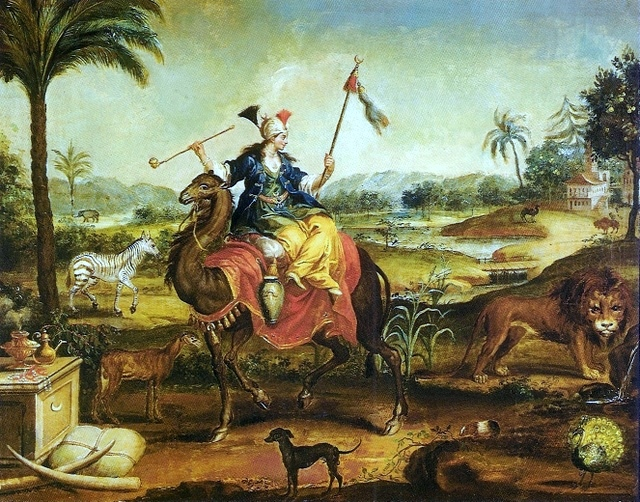
Хосе Теофіло де Хесус. «Алегорія Азії», Художній музей (Байя), Бразилія
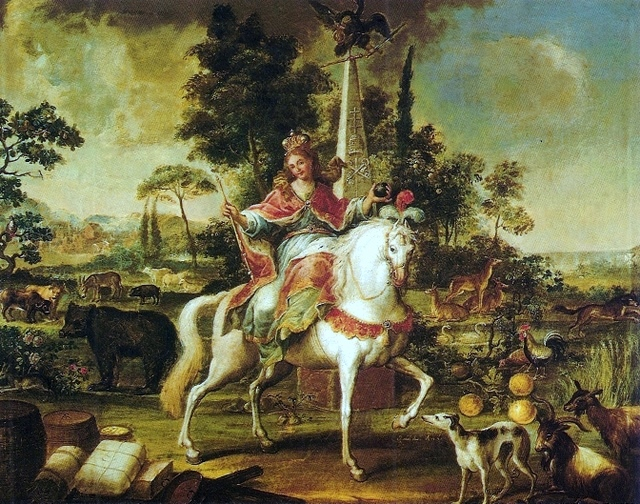
Хосе Теофіло де Хесус. «Алегорія Європи», Художній музей (Байя), Бразилія
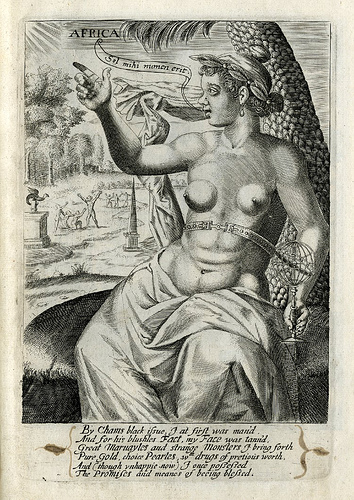
Джон Стаффорд. «Алегорія Африки», Британський музей
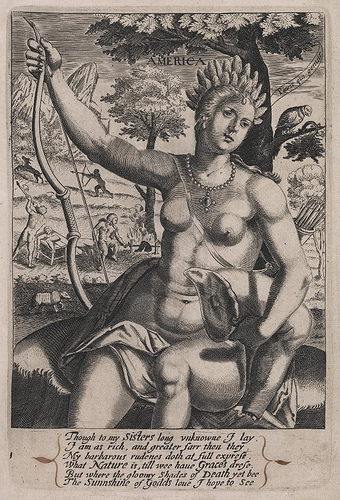
Джон Стаффорд. «Алегорія Америки», Британський музей
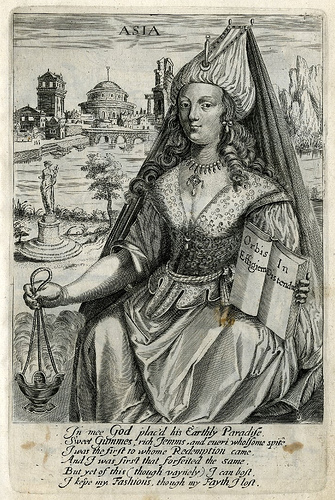
Джон Стаффорд. «Алегорія Азії»,Британський музей
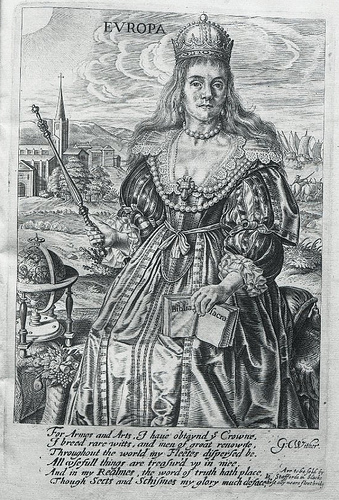
Джон Стаффорд.«Алегорія Європи», Британський музей